# Microregione di Foz do Iguaçu
Foz do Iguaçu è una microregione del Paraná in Brasile, appartenente alla mesoregione di Oeste Paranaense.

## Comuni
È suddivisa in 11 comuni:
- Céu Azul
- Foz do Iguaçu
- Itaipulândia
- Matelândia
- Medianeira
- Missal
- Ramilândia
- Santa Terezinha de Itaipu
- São Miguel do Iguaçu
- Serranópolis do Iguaçu
- Vera Cruz do Oeste